# Jerónimo de Mendonça (historiador)
Jerónimo de Mendonça (em português antigo: Hieronymo de Mendoça; Porto ca. 1548 — 1607 ou depois) ) foi um historiador português.
Jerónimo acompanhou a África o rei D.Sebastião, e foi feito prisioneiro na Batalha de Alcácer-Quibir em 1578. Depois de resgatado voltou para Portugal, onde escreveu, como testemunha ocular daqueles sucessos, Jornada de África, que dedicou a D. Francisco de Sá de Menezes, senhor de Penaguião, em 20 de Janeiro de 1607.

## Obra
- Jornada de África (1607).

Diz Inocêncio Francisco da Silva:
"Nesta obra  Jerónimo tem principalmente em vista (como ele diz no frontispício, e no prólogo) confusar o que aparecêra escrito sob o nome de Jeronymo Franchi de Conestaggio, no livro Dell'unione del regno di Portugallo alla corona di Castiglia (1585).
A propósito desta história, dada em nome de Connestagio, e na qual os portugueses são assaz maltratados, diz D. Francisco Manuel de Melo nos Apólogos dialogaes, pag.341 : "A Historia da União de Portugal e Castella, que escreveu Hieronymo Franchi de Conestaggio, d'elle só tem o nome, mas o espirito e arte é de D. João da Silva, 4.º conde de Portalegre, espelho de cortezãos do seu tempo, e um dos melhores discipulos da eschola de Philippe II".
Está dividida em três livros :
O Livro Primeiro, dividido em 7 capítulos, narra as "rezões que teve el Rey dom Sebastião pera passar a Berberia", a partida da armada, a batalha, e seu fim.
O livro Segundo, dividido em 18 capítulos, conta o que resultou desta batalha, da repartição dos cativos, da vida destes em Marrocos, entre árabes, Judeus e "Elches". Das fugidas e dos resgates.
O livro Terceiro, dividido em 14 capítulos, evoca a "Vida & morte" dos "sete moços" martirios, Francisco da Esperança, Simão de Freitas, Fernão Gines, João Frances, Domingos, Amaro, e Antonio da Silva.
Passagens deste livro se encontram no artigo Wikipedia sobre Frei João Vicente da Fonseca.